# Andreas Heinz (Theologe)
Andreas Heinz (* 3. Oktober 1941 in Auw an der Kyll) ist ein deutscher Theologe und Hochschullehrer.

## Leben und Beruf
Andreas Heinz wurde in Auw an der Kyll im Eifelkreis Bitburg geboren und am 10. Oktober 1968 in Rom zum Priester geweiht. Nach der Kaplanszeit war Heinz ab 1971 als Mitarbeiter des Liturgischen Instituts und als Seelsorger in Bitburg-Erdorf tätig.
Im Oktober 1973 wurde er Assistent für Liturgiewissenschaften an der Theologischen Fakultät in Trier, im Dezember 1975 promovierte er zum Doktor der Theologie. Nach Tätigkeiten als wissenschaftlicher Assistent an der Theologischen Fakultät Trier, Lehrbeauftragter für Liturgiewissenschaften am Studienhaus St. Lambert in Lantershofen, Prosynodalrichter am Offizialat in Trier und Professor für Liturgiewissenschaft an der Ruhr-Universität Bochum wurde Heinz zum 1. April 1981 ordentlicher Professor für Liturgiewissenschaft an der Theologischen Fakultät Trier.
Heinz war unter anderem Leiter der Wissenschaftlichen Abteilung am Deutschen Liturgischen Institut und Berater der Liturgiekommission der Deutschen Bischofskonferenz. 1999 wurde Heinz zum 2. Vorsitzenden des Deutschen Liturgischen Instituts gewählt, im gleichen Jahr wurde ihm das Bundesverdienstkreuz am Bande verliehen. Nach seiner Emeritierung 2007 ist Heinz als lokaler Seelsorger tätig. Am 10. Oktober 2017 wurde Heinz im Rahmen eines Pontifikalamts mit Erzbischof Jean-Claude Hollerich zum Ehrendomherrn an der Kathedrale unserer lieben Frau von Luxemburg ernannt.
Im Mai 2014 wurde er von Papst Franziskus zum „Kaplan seiner Heiligkeit“ (Monsignore) ernannt.

## Auszeichnungen
1999: Bundesverdienstkreuz am Bande

## Schriften (Auszug)
- Glaubenszeugen und Fürsprecher, Die Heiligen des Saarlandes, Saarbrücken 1980, ISBN 3-921646-23-5.
- Die Feier der Taufe nach dem Ritus der Syro-Antiochenischen Kirche, Kottayam/Kerala/Paderborn 1996.
- Die Heilige Messe nach dem Ritus der Syrisch-maronitischen Kirche, Trier 1996, ISBN 3-7902-1451-5
- Fest und Feiern im Kirchenjahr nach dem Ritus der Syrisch-Orthodoxen Kirche von Antiochien, Trier 1998
- Die Föderaltheologie des Caspar Olevian, Wuppertal 2006.
- Licht aus dem Osten. Die Eucharistiefeier der Thomas-Christen, der Assyrer und der Chaldäer mit der Anaphora von Addai und Mari,  Trier 2008.
- Liturgie und Volksfrömmigkeit. Beiträge zur Gottesdienst- und Frömmigkeitsgeschichte des (Erz-) Bistums Trier und Luxemburgs zwischen Tridentinum und Vatikanum II., Trier 2008.
- Andreas Heinz: Gewissen gegen Gehorsam. Widerstand gegen die Anweisungen des Trierer Generalvikariats zur Zeit der französischen Revolutionsherrschaft. In: Neues Trierisches Jahrbuch. Band 60. Verein Trierisch, 2020, ISSN 0077-7765, S. 137.
- Andreas Heinz: Verbotene Tänze im Zusammenhang mit der Echternacher Springprozession (1664). In: Neues Trierisches Jahrbuch. Band 61. Verein Trierisch, 2021, ISSN 0077-7765, S. 95.